# Kyle Beckerman
Kyle Beckerman (Crofton, Maryland, 23 de abril de 1982) é um  ex-futebolista norte-americano, que atuava pelo Real Salt Lake e Seleção de Futebol dos Estados Unidos, como volante.